# Чани
Чани Кайнз (англ. Chani Kynes), в других переводах также известная как Чейни — женщина-фримен, персонаж серии романов во вселенной «Дюны», созданной Фрэнком Гербертом.
Муад’Диб называл Чани Сихайей, что в переводе с языка фрименов трактуется как «Весна пустыни».
Появляется в книгах «Дюна» и «Мессия Дюны».

## Персонаж
Наложница герцога, а впоследствии и падишах-императора Пола Атрейдеса и его жена по законам фрименов. Чани является дочерью императорского планетолога Льет-Кайнза и его фрименской жены Фарулы. Впоследствии родит от Пола близнецов Ганиму и Лето Атрейдеса II, которые в итоге станут правителями на троне Золотого льва, наследуя Полу. Чани воскресили как гхолу в продолжении написанном Брайаном Гербертом и Кевином Андерсоном (произведения «Охотники Дюны» (2006) и «Песчаные Черви Дюны» (2007)).

### Дюна
Пол видит Чани в своих пророческих снах задолго до знакомства. После падения дома на Дюне Пол с матерью сбегают в пустыню, где Чани становится любовницей Пола, а впоследствии его наложницей и женой среди фрименов.

### Мессия Дюны
Двенадцать лет спустя Пол все так же сохраняет верность Чани. Принцесса Ирулан Коррино, подчиняясь Бене Гессерит, тайно подмешивает контрацептивы Чани, ранее уже терявшей ребёнка. Чани обращается к фрименам за помощью и получает средство, повышающее шанс забеременеть, и вскоре это случается. Но она умирает, когда рождает своих детей, близнецов Ганиму и Лето Атрейдеса II.

### Дети Дюны
Несмотря на свою смерть, Чани живёт как часть Другой Памяти. В «Детях Дюны» Чани почти полностью завладевает личностью Ганимы. Лето II удается спасти свою сестру от этого.

### Бог-император Дюны
Согласно этой книге, Чани как часть Другой Памяти существует в Лето II. В какой-то момент он позволяет Чани говорить через него.

### Книги других авторов
Гхолу Чани можно встретить в трилогии «Прелюдия к Дюне», «Охотниках Дюны» и «Песчаных Червях Дюны».